# Eerste Kamerverkiezingen 2015/Kandidatenlijst/SGP
De kandidatenlijst van de SGP voor de Eerste Kamerverkiezingen 2015 werd op 30 april 2015 definitief vastgesteld door het centraal stembureau voor deze verkiezingen.
1. Peter Schalk (m) Veenendaal
2. Diederik van Dijk (m) Benthuizen
3. Servaas Stoop (m) Dirksland
4. Hans Tanis (m) Sliedrecht
5. George van Heukelom (m) Nieuwerkerk
6. Breunis van de Weerd (m) Ede
7. Gert-Jan Kats (m) Nieuwerkerk aan den IJssel
8. Rien Bogerd (m) Urk
9. Dirk van Dijk (m) Genemuiden
10. Arnold Weggeman (m) Capelle aan den IJssel
11. Rien Hoek (m) Gouda
12. Theo Meijboom (m) Werkendam
13. David van As (m) Apeldoorn
14. Wim de Vries (m) Veenendaal
15. Jos Bart (m) Onnen
16. Arjo van Bezooijen (m) Hoofddorp
17. Peter Zevenbergen (m) Alblasserdam
18. Aart de Kruijf (m) Barneveld
19. Ad Dorst (m) Yerseke
20. Wouter Boonzaaijer (m) Rotterdam

VVD · PVV · CDA · D66 · GroenLinks · SP · PvdA · ChristenUnie · Partij voor de Dieren · 50PLUS · SGP · OSF
2003 · 2011 · 2015 · 2019 · 2023